# شيرلي
شيرلي (بالهولندية: Shirley Zwerus)‏ هي مغنية هولندية، ولدت في 22 مايو 1946 في هارلم في هولندا.

## وصلات خارجية
- شيرلي على موقع IMDb (الإنجليزية)
- شيرلي على موقع ميوزك برينز (الإنجليزية)
- شيرلي على موقع ديسكوغز (الإنجليزية)